# Alderbury
Alderbury è un villaggio e una parrocchia civile della contea del Wiltshire, Sud Ovest dell'Inghilterra, Regno Unito.

## Geografia

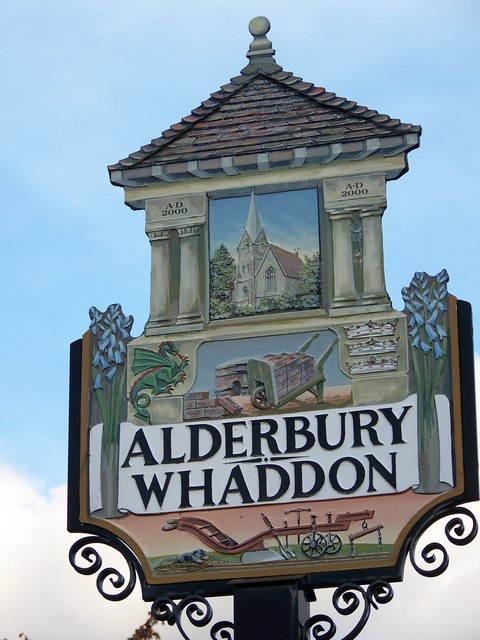
Insegna stradale del villaggio di Alderbury e Whaddon

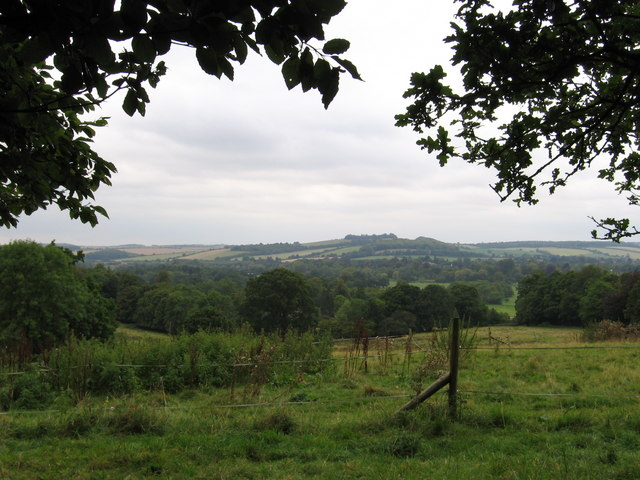
Pascoli di Alderbury

Alderbury si trova a sud-est di Salisbury e in passato vi passava vicino il canale tra Salisbury e Southampton che tuttavia non fu mai completato.

## Storia
Il primo insediamento conosciuto ad Alderbury si trova a The Lynchets, ed è un insediamento recintato risalente alla tarda età del bronzo o alla prima età del ferro. Nella parrocchia civile sono stati trovati alcuni manufatti romani anche se l'occupazione romana ha toccato maggiormente le città circostanti. La prima citazione storica della località risale al 1086 quando, al tempo, vi risultarono residenti poco più di una decina di nuclei familiari. Nel XII secolo il territorio passò sotto la giurisdizione ecclesiastica della diocesi di Salisbury. Originariamente eistevano due villaggi separati che poi si sono fusi in un unico centro abitato. Lo sviluppo locale è stato reso possibile dalla presenza di argilla, sabbia e ghiaia che ne hanno caratterizzato il terreno agricolo e fornito le materie prime per l'industria della fabbricazione di mattoni.

## Monumenti e luoghi d'interesse
Nel territorio di Alderbury sono presenti vari edifici e punti di interesse. Ad esempio:
- Monastero e priorato Ivychurch. Antico insediamento religioso abbandonato già nel XVI secolo.[6]
- Chiesa di Santa Maria. Appartiene alla diocesi di Salisbury, è stata edificata su un antico edificio medievale e dal 28 marzo 1985 è un monumento classificato di secondo grado per il suo particolare interesse storico e architettonico.[7]